# Weekend at Burnsie's
"Weekend at Burnsie's" är avsnittet 16 från säsong 13 av Simpsons. Avsnittet sändes den 7 april 2002. I avsnittet blir Homer beroende av medicinsk marijuana sedan ett gäng kråkor petat i hans ögon. Avsnittet regisserades av Michael Marcantel. Idén till avsnittet kom från George Meyer, och skrevs av Jon Vitti. Innan avsnittet sändes var Fox oroliga över mottagandet av att Homer tog marijuana och de diskuterade saken med producenterna. I avsnittet medverkar Phish som sig själva.

## Handling
Efter att familjen Simpson köpt genmodifierade livsmedel som minimajs, som är lika stora som vanliga majs, och kokat en potatis som äter Lisas morötter, beslutar Marge sig för att plantera sin egen trädgård. Trädgården invaderas av kråkor, så Marge gör en fågelskrämman, som förutom att skrämma kråkorna även skrämmer Homer. Homer förstör därför fågelskrämman, och kråkorna ser därför Homer som sin ledare. Efter en tid hamnar Homer i bråk med kråkorna och de börjarar attackera hans ögon. Han åker därför till sjukhuset, där Dr. Hibbert ger honom medicinskt marijuana och bestämmer sig för att prova det. Homer börjar njuta av att röka marijuana, och efter lyssnat på när Ned Flanders läst hela Bibeln för honom skriver han under en lista för en folkomröstning om förbud av medicinsk marijuana i  Springfield. Homers nya tillstånd befordrar honom till vice VD på kärnkraftverket, då tar hand om en tillställning där man kämpar för att behålla legaliseringen av medicinsk marijuana, men det visar sig att tillställningen hölls dagen efter omröstningen och det råder nu förbud mot medicinsk marijuana i Springfield. Homers hälsotillstånd blir bättre då han tvingas sluta röka marijuana. Mr. Burns ber dagen efter Homer att hjälpa honom inför ett tal inför bolagsstämman, men han kan inte hjälpa honom, då han är sitt gamla jag igen. I väntan på att få hjälp tar Mr. Burns ett bad och Homer ger Waylon Smithers hans sista bit med marijuana som han börjar röka och får roligt och glömmer bort att Burns badar och han har drunknat. Det är dags för mötet, så Smithers och Homer gör Mr. Burns till en marionett, och rörelserna får Mr. Burns hjärta att börja fungerar igen. Mötet blir en framgång, och en finanskris hos kärnkraftverket undviks.

## Produktion
"Weekend at Burnsie's" skrevs av Jon Vitti och regisserades av Michael Marcantel. Avsnittet sändes på Fox den 7 april 2002. Idén till avsnittet kom från George Meyer, som ville göra ett avsnitt där Homer blir beroende av medicinskt marijuana. Exekutiva producenten Al Jean tyckte att idén lät "mycket rolig" och bad Vitti att skriva ett första utkast. Vitti skrev manuset själv utan hjälp med de andra författarna som arbetar med serien. "Weekend at Burnsie's" är det andra avsnittet som Vitti skrev där en rollfigur glömmer att rösta i ett val. Producenten Mike Reiss har sagt att det här avsnittet varit det roligaste avsnitt han jobbat med. Eftersom användning av medicinskt marijuana visas i avsnittet var Fox oroliga om de skulle våga visa avsnittet. De ogillade speciellt scenen där Homer röker marijuana för första gången, eftersom de inte ville lära barn att röka. Producenterna kom fram till en kompromiss. Precis innan marijuanan rör Homers läppar, klipps scenen till en sekvens som för tankarna till hippierörelsen. Innan avsnittet sändes visste man inte riktigt vad kritikerna skulle anse om avsnittet. Efter att Homer blivit attackerad av kråkorna finns inga synliga ärr på honom, utan han har bara något böjda hår, detta efter att han i första versionen såg lite för blodig ut.
Under arbetet med avsnittet diskuterades vilken storlek man skulle ha på Homers pupiller när han var påverkad av marijuana. Eftersom en vanlig effekt av marijuana är att få större pupiller, föreslog animatörer från början att göra dem större, men de gjorde istället så att den växlade mellan större och mindre. I avsnittet medverkar Phish som sig själva under tillställningen för medicinskt marijuana. Idén att ta med bandet i avsnittet lades till i slutet av produktion. Det var Meyer som föreslog för Jean att de skulle medverka. Jean var tveksam eftersom han inte hade hört talas om dem. Episoden premiss, var ett fan av bandet, men Jean visste inte mycket om dem. Efter att läst om dem i Entertainment Weekly bestämde han sig för att låta dem medverka. Bandet hade också tidigare medverkat som referenser i "Lisa the Tree Hugger", och när hästen Duncan i "Saddlesore Galactica", hänger i en lyftanordning, har vissa fans hävdat att det är en referens till omslaget för Hoist, vilket Jean har förnekat att det är. I en scen i avsnittet tar Homer med sig kråkorna till Moe's Tavern, vilket gör Moe irriterad och berättar för honom att detta är inte en kråkbar och visar en bild hur en sån ser ut. Det skämtet lades till av Matt Selman.

## Kulturella referenser
Robert S. Stephens och Roger A. Roffman har i The Seattle Times skrivit en analys av "Weekend at Burnsie’s" där de två hävdar att droger i media ofta bara anses ha negativa effekter, trots att 10 miljoner människor i USA använder marijuana för rekreation och anser att avsnittet både visar för- och nackdelar med marijuana, som när Homer befrias från smärtan i sina ögon, och får en ökad uppskattning av musik och mat. Homer börjar också tillbrings mer tid med andra missbrukare än med sin familj, och hans vänner upptäcker att hans personlighet har förändrats. Så småningom visar Homer sig ha problem med sitt minne, vilket är en negativ effekt. Jean har sagt att han inte vet så mycket om lagstiftningen för medicinskt marijuana som finns i vissa delstater. Jean har berättar att avsnittets uppgift är att visa båda sidorna av problemet med medicinskt marijuana än att göra ett absolut uttalande och även ska visa hur korkat det att göra något lagligt och sen göra det olagligt.
I början kritiseras också användningen av genetiskt modifierade livsmedel vilket har blivit vanligare i USA, vilket Lisa kritiserar i avsnittet. Produktionsteamet för Simpsons är själva inte emot tekniken och det exempel som ges i avsnitten är påhittade. Den scenen var från början tre gånger längre innan man skrev om den.  Titeln är en referens till Weekend at Bernie's och innehåller också en liknande scen i slutet av avsnittet. Det är när två människor försöker lura alla att tro att deras chef lever. När Homer är påverkad av marijuana, rakar Homer en gång sitt skägg, och det börjar spruta blod, men Homer ser det som regnbågar. Samtidigt spelas låten "Wear Your Love Like Heaven" upp. När Homer håller tal på tillställningen står Homer framför en stor bild av sig själv. Scenen är en referens till En sensation. När Smithers röker marijuana berättar han att samma kostym bärs av Judy Garland,  dyker scenen upp då Mr. Burns drunknar i badkaret som en referens till "The Big High", i TV-serien Dragnet.

## Mottagande
Avsnittet sändes den 7 april 2002 och fick en Nielsen ratings på 6.8 vilket ger 7,2 miljoner hushåll. Avsnitt hamnade på plats 34 över mest sedda program under veckan. 
Avsnittet fick ingen anmälan för innehållet eller någon större kritik för innehållet, vilket förvånade producenterna, utan istället blev det avsnittet "Blame it on Lisa" som fick stå för det. Efter att avsnittet sändes var det första gången som Vitti fick svara på frågor om avsnittet, och det var från hans svägerska som ville att han skulle förklara avsnittet för sina brorsöner om hur fel det var, det som Homer gjorde.
Jennifer Malkowski på DVD Verdict gav avsnittet betyg A- och på Adam Rayner på WhatCulture! anser att förutom att avsnitt är väldigt roligt, lyckas de också avsnittet göra uttalanden om marijuana, men verkar som de flesta TV-serier inte längre blir hörda när de gör sådant. Casey Broadwater på Blu-ray.com anser att det är en av de bästa avsnitten från säsongen. och även Aaron Pec på High-Def Digest. James Plath på DVD Town anser att avsnittet är en klassiker. Colin Jacobson på DVD Movie Guide anser att avsnittet inte är något unikt i serien och visar mycket som tidigare har gjorts i serien och kallar avsnittet för mediokert. Nate Boss på Project-Blu uppskattade inte avsnittet och anser att det är för mycket predikande och hela avsnittet är fruktansvärt, eftersom han anser att det finns risk att barn som ser avsnittet tar efter Homer när han röker.